# Acalyphes (insecto)
Acalyphes es un género de polillas monotípico perteneciente a la familia Geometridae. El género fue descrita por primera vez por Alfred Jefferis Turner habiendo sido descrita en 1926. Su única especie, Absala dorcada, se encuentra en Australia. Los sintipos fueron descritos en la montaña Cradle, a una altitud de 3000 pies (914,4 m) sobre el nivel del mar.